# 拉謝拉 (考卡省)
拉謝拉是哥倫比亞的城鎮，位於該國西南部，由考卡省負責管轄，距離首府波帕揚58公里，始建於1967年11月30日，面積217平方公里，海拔高度1,633米，2005年人口10,844。
2°15′N 76°50′W / 2.250°N 76.833°W